# سیمین‌ماهیان قلمی
سیمین‌ماهیان قلمی (نام علمی: Microstomatidae) نام یک تیره از راسته سیمین‌ماهی‌سانان دریایی است.